# Mogielnica
Mogielnica is een stad in het Poolse woiwodschap Mazovië, gelegen in de powiat Grójecki. De oppervlakte bedraagt 12,98 km², het inwonertal 2475 (2005).

## Verkeer en vervoer
- Station Mogielnica